# Mayview (Missouri)
Mayview est une ville du comté de Lafayette, dans le Missouri, aux États-Unis,. Située au centre du comté, elle est fondée en 1866 et incorporée en 1957.

## Démographie
Lors du recensement de 2010, la ville comptait une population de 212 habitants. Elle est estimée, en 2016, à 208 habitants.

### Source de la traduction
- (en) Cet article est partiellement ou en totalité issu de l’article de Wikipédia en anglais intitulé « Mayview, Missouri » (voir la liste des auteurs).